# Sons of Aguirre & Scila
Sons of Aguirre & Scila es una banda española de rap metal creada en Valencia en 2017 entre el trío de rap político Sons of Aguirre y la banda alicantina de metal Scila.
Sus letras denuncian, parodian y critican al capitalismo, la burguesía, la desigualdad social, el imperialismo, la explotación laboral, la corrupción, el patrimonio y la decadencia del panorama global. Utilizan alter ego y la satírica para exponer las contradicciones entre la ideología liberal y el capitalismo.Entre sus principales influencias, destacan bandas como Dream Theater, Opeth, Soen, Tool y Metallica.

## Biografía
Los dos grupos se conocieron en la sala Marearock. Rubén Muelas encontró una de las canciones de Sons of Aguirre llamada "Ajo Infuso", la cual le hizo gracia y que le llevó a la decisión de hacer un acuerdo con ellos para crear una canción fusionando sus estilos ya que al trío también le gustaba el metal y las canciones que les enseñaron. Grabaron su primera canción y sencillo en Singularity Studio, el estudio de Edu Guerrero, llamada "N.T.S.H.T.S" publicada el 21 de febrero de 2017.  Fue generalmente bien recibida por los admiradores de los dos grupos y supuso un giro de estilo que contrariaba la satírica del primer álbum de Sons of Aguirre, conteniendo una crítica política más directa, pero no significó el fin de ella.

## Discografía

#### Álbumes de estudio
- Azul/Rojo (2018)
- Lo que ocurrió mientras mirabas a otro lado (2019)
- Vamos a morir todos (2022)
- Vamos a morir todos (álbum en acústico) (2022)